# Brucebo (naturreservat)
Brucebo är ett naturreservat främst i Visby samt delvis i Väskinde socken i Gotlands kommun. Naturreservatet Brucebo ingår i EU:s nätverk Natura 2000.
Naturreservatet ligger strax söder om konstnärshemmet Brucebo, och omfattar Skansudd, som är ett fågelskyddsområde och klintkanten ovanför med fornborgen Brucebo på krönet, och gränsar i söder mot Villa Muramaris.
Uppe på krönet, där kalkberget går i dagen växer alvararv, vårarv, stenkrassing, grusbräcka, småfingerört och sandmaskrosor, uddögontröst, axveronika, fältvädd och mattfibbla. Ovanpå klintkanten kan även stenmalört ses där växer även klippoxel, alvaroxbär, svartoxbär, rött oxbär och fläder. Här hittas även hartsros och äppelros. Invid ett gravröse vid stigen finns ett exemplar av vinranka, som liksom vejkseln troligen spritts av fåglar. I sprickor i klintkanten förekommer kalksvartbräken. Nedanför klintkanten tar en mossrik granskog med skogsfibblor och skogssallat vid. Längre ned finns rikligt med murgröna längs trädstammarna och på klippkanten.
Här finns även Brucegrottan, som visat sig rymma en stenåldersboplats. Nedanför grottorna förekommer skogsklematis, skogslönn och tysklönn. Några bestånd av tibast är troligen förvildade trädgårdsväxter. Ytterligare längre ned i de igenväxande hagmarkerna har vassen etablerat sig, och snårvinda och sparris förekommer. I det betade området hittar man puktörne, spåtistel och jordtistel, samt exemplar av backfingerört och luddvedel. I fågelskyddsområdet kan man påträffa honungsblomster, och vid en källmyr med bäck inom området sumpnycklar, kärrknipprot, brudsporre, trubbtåg, näbbstarr, tagelsäv och gräsull. I bäckflödet dikesskräppa, kransslinga, bäckmärke, spikblad, brunstarr och trindstarr. Mot Skansudd och sandstranden i söder förekommer en normal strandängsflora med klöverärt, dvärgarun, kärrsälting, glesstarr och segstarr. I fuktängen innanför sandåsen kan man se smalfräken, knutarv, klöverärt, majviva, sumpgentiana, uddögontröst, ängsvädd, kärrknipprot, vanlig brudsporre och darrgräs. I bäckarna dominerar en hybrid mellan bäckfräne och källfräne, vinterfräne. I de sumpigare områdena växer majviva, fjälltätört, sumpnycklar, kärrknipprot, näbbstarr och grässull, bäckmärke och torvtåg.
Inom reservatet har även en del sällsynta och hotade svampar setts, bland andra svartgrön spindling, duvspindling, bullspindling, odörspindling, vit taggsvamp, lilaköttig taggsvamp, vinriska och glanskremla.

## Bilder

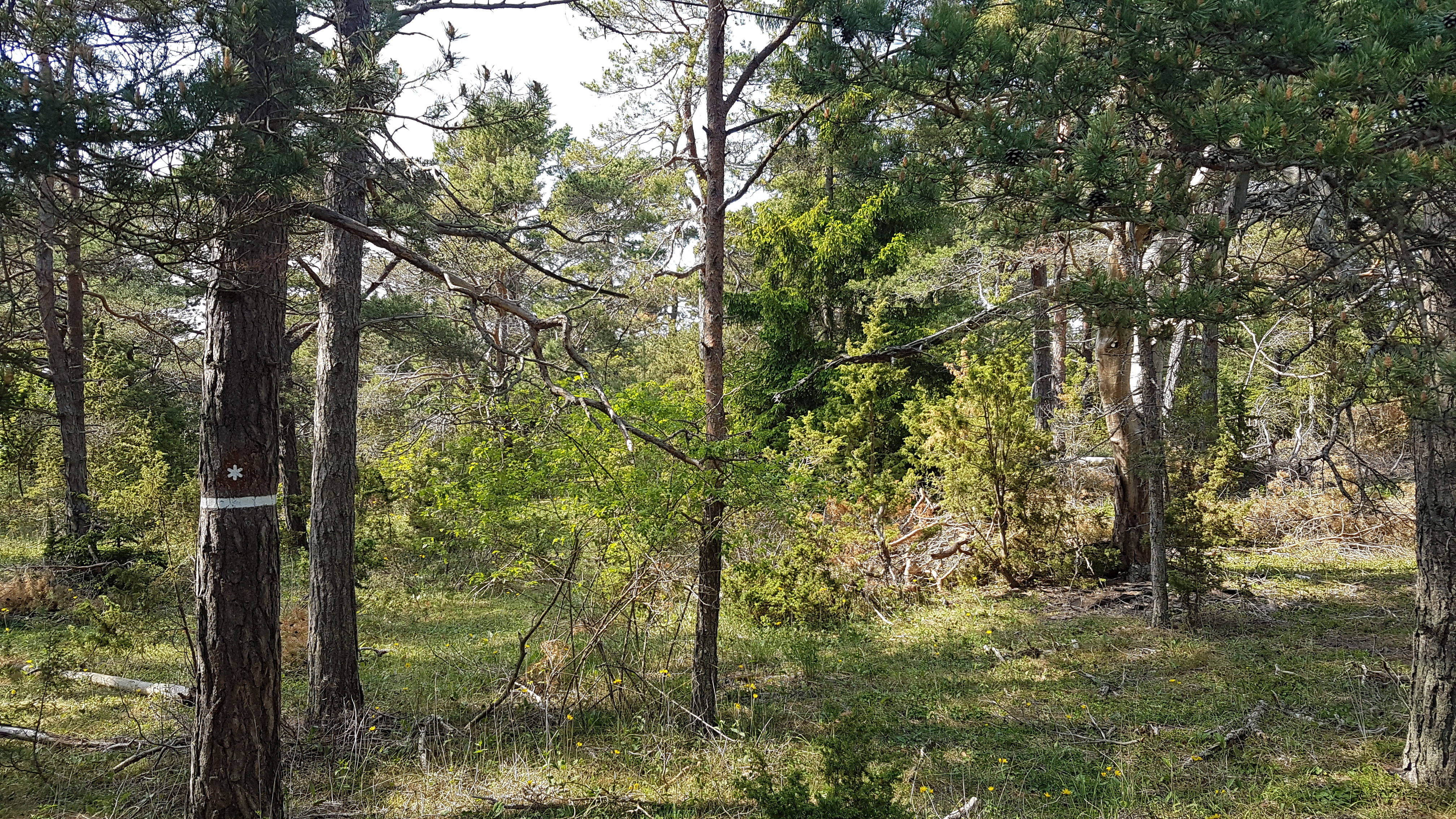
Tallskog
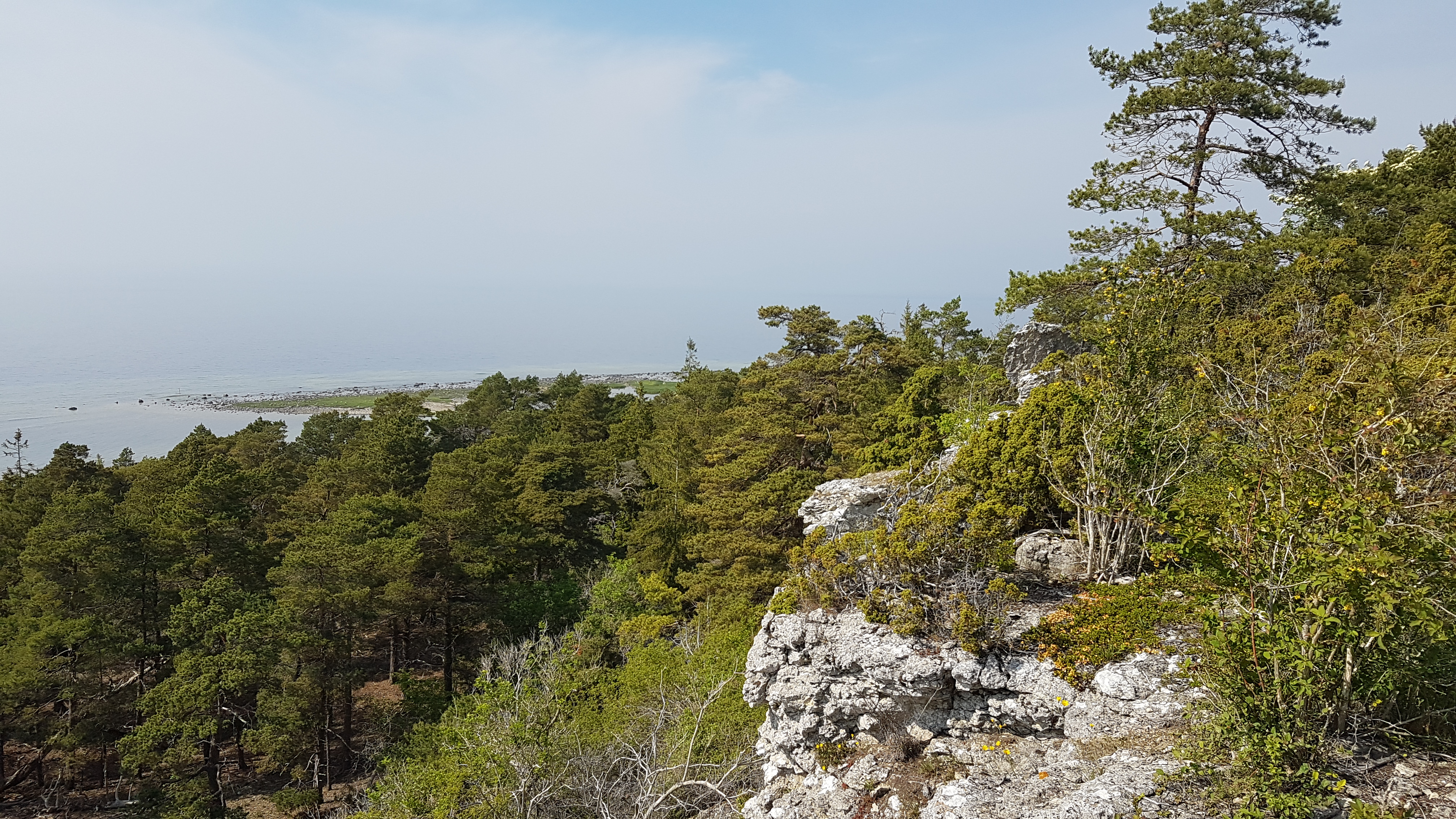
Utsikt mot Skansudd
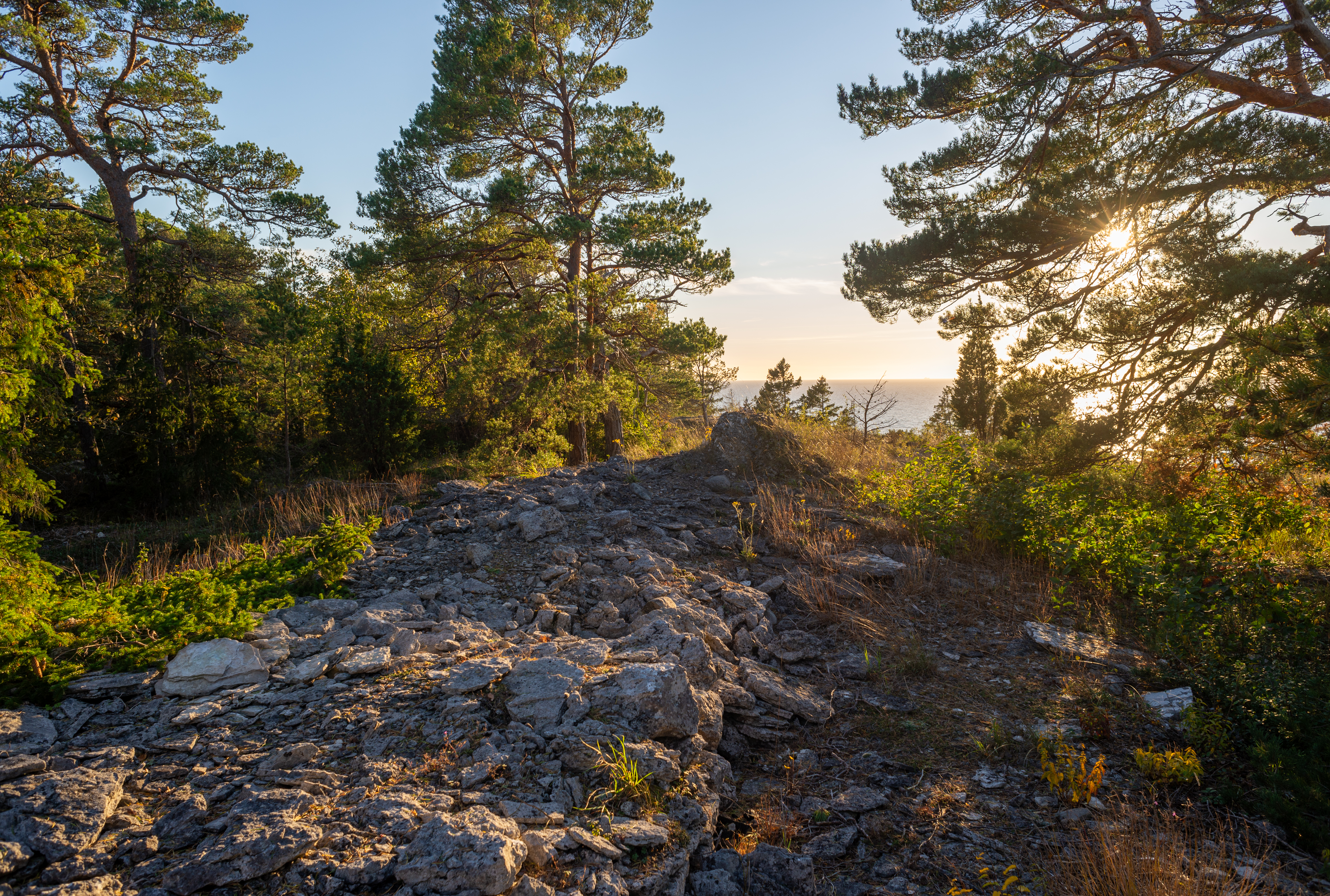
Brucebo bygdeborg.
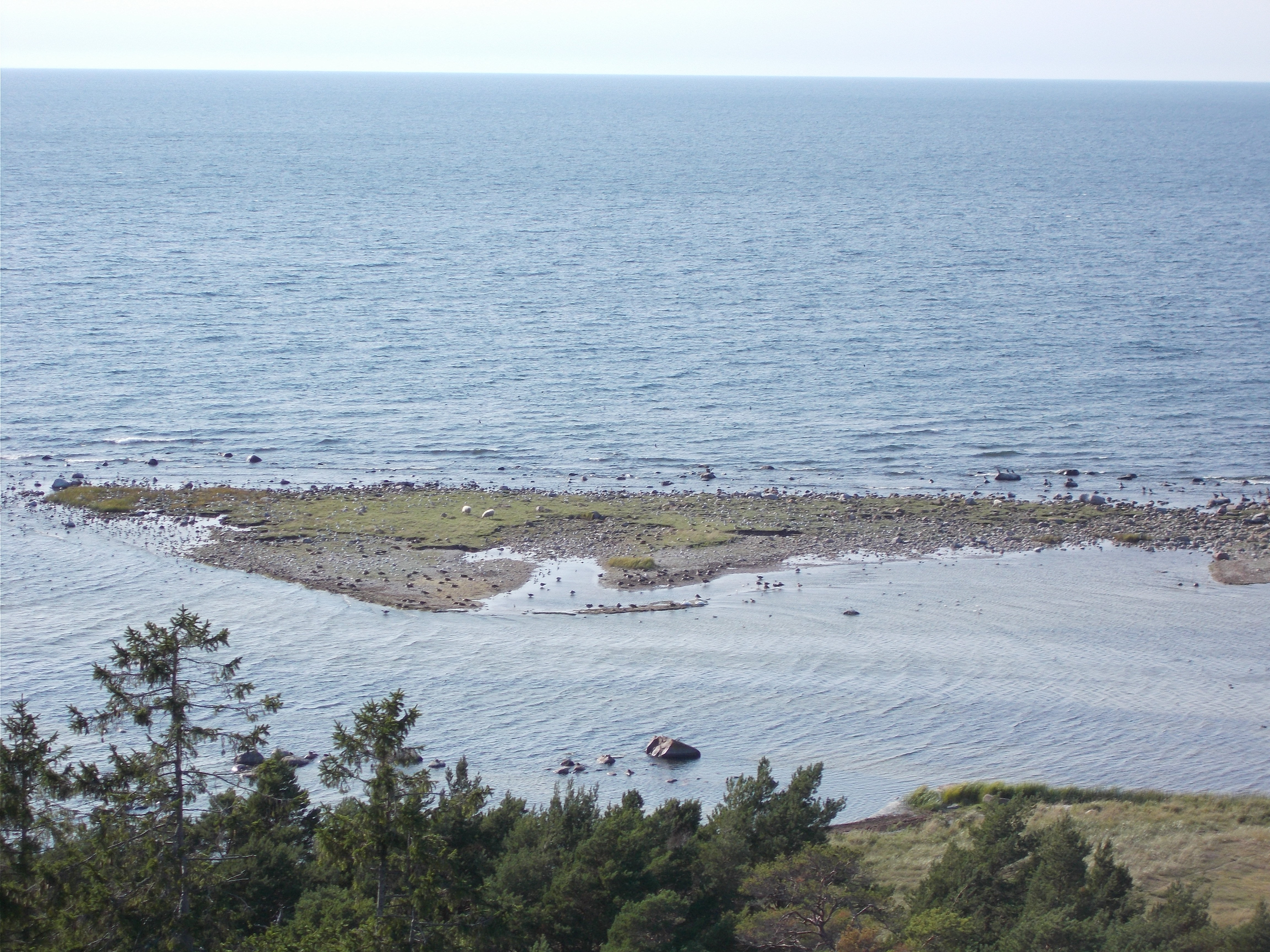
Skansudd i Brucebo naturreservat